# Buxus chaoanensis
Buxus chaoanensis är en buxbomsväxtart som beskrevs av H.G.Ye. Buxus chaoanensis ingår i släktet buxbomar, och familjen buxbomsväxter. Inga underarter finns listade i Catalogue of Life.